# Jack Rose
Il Jack Rose è un cocktail a base di Apple jack, granatina e succo di limone o lime. Era molto popolare negli anni 1920 e 1930, e viene menzionato nel romanzo di Ernest Hemingway del 1926, Fiesta (Il sole sorgerà ancora), nel quale il narratore Jake Barnes beve un Jack Rose nel bar dell'Hôtel de Crillon, a Parigi. Era inoltre uno dei cocktail preferiti dello scrittore John Steinbeck.
Il Jack Rose fa parte dei sei cocktail fondamentali menzionati nel classico de 1948 di David A. Embury, The Fine Art of Mixing Drinks.

## Composizione

### Ingredienti
- 2 parti di Apple jack
- 1 parte di succo di limone o lime
- 1/2 parte di granatina

### Preparazione
Raffreddare una coppetta da cocktail riempiendola con dei cubetti di ghiaccio, dopodiché shakerare tutti gli ingredienti con del ghiaccio e versare il cocktail nel bicchiere, dopo aver rimosso il ghiaccio, utilizzando lo strainer.

## Storia
I primi riferimenti al Jack Rose risalgono agli inizi del XX secolo. Il cocktail è menzionato in un articolo del 1905 del National Police Gazette, una rivista statunitense, in cui viene accreditato come suo creatore un barista del New Jersey di nome Frank J. May. Un articolo del 1913 riporta inoltre che le vendite del cocktail avevano subito un brusco calo a causa del coinvolgimento di Baldy Jack Rose nell'omicidio di Herman Rosenthal, un caso di cronaca nera avvenuto nel 1912 a Manhattan.
Esistono numerose teorie riguardo all'origine del nome. Secondo una di esse, il nome del cocktail sarebbe dovuto a (o addirittura inventato da) il noto giocatore d'azzardo Bald Jack Rose. Albert Stevens Crockett, invece, afferma che il noto sia dovuto a un particolare tipo di rosa, di color rosa, chiamata "Jacquemot" (o anche Jacqueminot o Jacque). Secondo altri, invece, il cocktail sarebbe stato inventato da Joseph P. Rose, un ristoratore di Newark che un tempo deteneva il titolo di World's Champion Mixologist. Il menù del ristorante "Harvey's Famous Restaurant", di Washington, attribuisce invece la paternità del cocktail al ristorante stesso. Un'altra possibile spiegazione è che il nome del cocktail sia una parola macedonia, dovuta all'utilizzo di Apple jack e al colore rosa (in inglese, rose) dato dalla granatina.